# 英法戰爭 (1778年—1783年)
英法戰爭（法語：Guerre franco-anglaise），或稱1778年戰爭、波旁戰爭。這場戰爭是英法兩國及其盟友於1778年至1783年爆發的全球性軍事衝突，迫使英國需將大量軍事資源從正在獨立抗爭的北美轉移到欧洲、印度和西印度群岛地區，導致北美英軍吸納大量效忠派人員。
英軍在薩拉托加戰役慘敗後，本就給予大量軍事援助的法國決定軍事介入，並與美國談判成立正式的法美同盟，美國獨立戰爭提升為全球性軍事衝突。1779年，西班牙與法國簽訂阿蘭胡埃斯條約加入英戰爭。之後，荷蘭共和國也被法國外交大臣韋爾熱訥伯爵說服一同對英作戰。俄罗斯帝国等國決定保持中立。英國國內越來越反感這場代價高昂的戰爭，在1780年6月的倫敦爆發「戈登暴動」。
1778年法國正式加入戰爭後，法軍在加勒比海地區對該地區的英軍發動多次海戰與登島作戰，取得上風。之後，法國聯合西班牙在地中海與大西洋等地與皇家海軍作戰。1780年，法國派遣陸軍與海軍協助大陆军作戰，在切薩皮克灣海戰戰勝英軍艦隊後封鎖約克鎮，讓英軍在北美地區戰敗。1782年，法國在加勒比海地區失利，也未能攻下直布羅陀，加上其與英國一樣陷入財政危機，開始與後者和平談判。與此同時，印度洋的法軍艦隊在皮埃爾·德·敘弗朗指揮下繼續與英國皇家海軍多次交戰，在局勢上佔優。1783年，雙方簽訂巴黎和約結束戰爭。
這場戰爭確保了美国的獨立與第一大英帝國的崩潰，但法國除了得到幾塊領土外並無其他好處。法國參與戰爭消耗的龐大軍費導致其在6年後破產，最終引發了法国大革命。

## 戰前局勢和援助

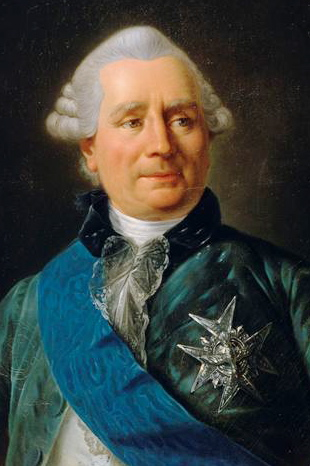
法國外交部長韋爾熱訥，擔心巴伐利亞王位繼承戰爭會打亂他對英國的計畫

七年战争後，法國的外交部长自科伊索侯爵開始，皆遵循英屬北美獨立對法國是好處而對英國為壞處的核心思想，並試圖奪回北美殖民地和恢復新法蘭西。當美國獨立戰爭於1775年爆發時，當時的外交部長韋爾熱訥伯爵概述出一系列提議，使得法國和西班牙秘密為大陆军提供援助和準備對英戰爭，包括擴大海軍軍備。為了進一步使法國成功加入戰爭，韋爾熱訥密切關注來自北美和伦敦的消息，並努力消除西班牙參戰的阻礙。韋爾熱訥甚至於1776年8月向路易十六國王提出開戰，但在何奧子爵奪取紐約市後該計劃被擱置。
自1776年起，法國向美國提供超過30萬支火槍、100噸火藥、上百門重砲和價值200萬里弗尔的戰備物資，以及極其重要的瓦萊爾加農砲。薩拉托加戰役中大陸軍的軍備幾乎皆來自於法國。
1777年，十三州殖民地的反叛已經進入第三年。英軍指揮官約翰·伯戈因在薩拉托加戰役的投降表明，英國和北美殖民地的戰爭極可能遠比預期的長和昂貴，英國此次的失敗引發了法國干預和一場歐洲戰爭的可能性。根據美國歷史學家埃德蒙·摩根的說法：「他的投降是戰爭的轉折點，使得美國得到外國勢力的協助，此為戰爭勝利的因素。」 英國諾斯政府懼怕與法國開戰，尋求與美洲殖民地和解的方案，並願意提供一定程度的自治，但該條件經過幾年的戰爭後，已不被十三州殖民地接受。英國政府不願意提供獨立。但在薩拉托加大捷和與法國建立聯盟的前景下，美國不太可能接受較差的條件。
儘管法國有意維持其在德意志各邦的影響力，但其面臨了雙重問題。法國政府作為英屬北美殖民地叛亂的支持者，它此時避免參與歐洲大陸的衝突，並認為相比於歐洲，於北美能夠對英國造成更多損害。 1756年的外交革命扭轉了200多年來法國王室和人民對抗奧地利哈布斯堡王朝和西班牙哈布斯堡王朝的外交政策， 法國在過去與其的戰爭中獲得了大量領土收益。該年的外交政策轉變使得法國於歐洲的外交與維也納聯繫起來，但儘管經過了聯合，凡爾賽宮廷乃至整個法國依然擁有大量的反奧情緒。 1756年的外交革命後被確立於1770年法國王太子路易和奧地利女大公玛丽·安托瓦内特的外交聯姻，許多法國人認為此違背了法國200多年的外交政策，即為「 對哈布斯堡王朝保持敵意」。 法國外交部長韋爾熱訥伯爵依然對奧地利維持著深深的敵意，他並不贊同法國外交政策的轉變，認為奧地利政府不可信任。1778年，他設法擺脫法國對奧地利的軍事義務。

## 戰爭期間

### 1778年英法海軍危機
1777年12月4日，在法國凡爾賽的本傑明·富蘭克林收到費城陷落和約翰·伯戈因投降的消息。接到消息的兩天後，路易十六同意建立聯盟。聯盟條約簽訂於1778年2月6日，法國在一個月後對英國宣戰，兩國海軍於6月開始在韦桑岛附近交戰，特別是1778年6月17日的行動。英王喬治三世並不想要與法國開戰，但他已經對此做好準備。英王相信他已經盡力避免與法國的衝突，是「法國選擇作為侵略者」，而英國將採取一切可結束戰爭的手段。 他相信經過七年戰爭後，英國已經知曉如何贏得這場戰爭。
在那場戰爭中，法國的軍事力量被歐陸國家牽制於歐洲，而英國在海外擊敗法國海軍和搶奪法屬殖民地。然而，1778年英國的戰略地位遠不同於其在1756年享受的地位。 與普魯士王國的聯盟不再：1778年時英國處於外交孤立，且沒有任何歐洲盟友。在戰爭的第一年頭幾個月，英國試圖找到一個大陸盟友以牽制法國，但並無國家決定加入對法戰爭。 外交失敗導致1778年的核心戰略事實：歐洲大陸不會有足夠的軍事行動吸收法國的軍事力量。歐洲其他國家的中立在和平時期是無關緊要的，但在戰爭時期，此舉會使得英國在面對法國時處於嚴重的劣勢。
與之前對法國的戰爭不同，這場戰爭給予英國的戰略選擇極少，而其更願意將戰場選擇於歐洲而非亞洲和美洲。法國與英國開始於英吉利海峡交戰，該地為1778年開始的全球衝突的一部分戰場。戰爭的第一場艦隊交戰爆發於1778年7月27日，戰場距離韦桑岛約160公里。英法兩國的艦隊在該區激烈交鋒數小時，但沒有一方獲得勝利，這場戰役隨後被認為優柔寡斷。

### 加勒比海 (1778年–1779年)

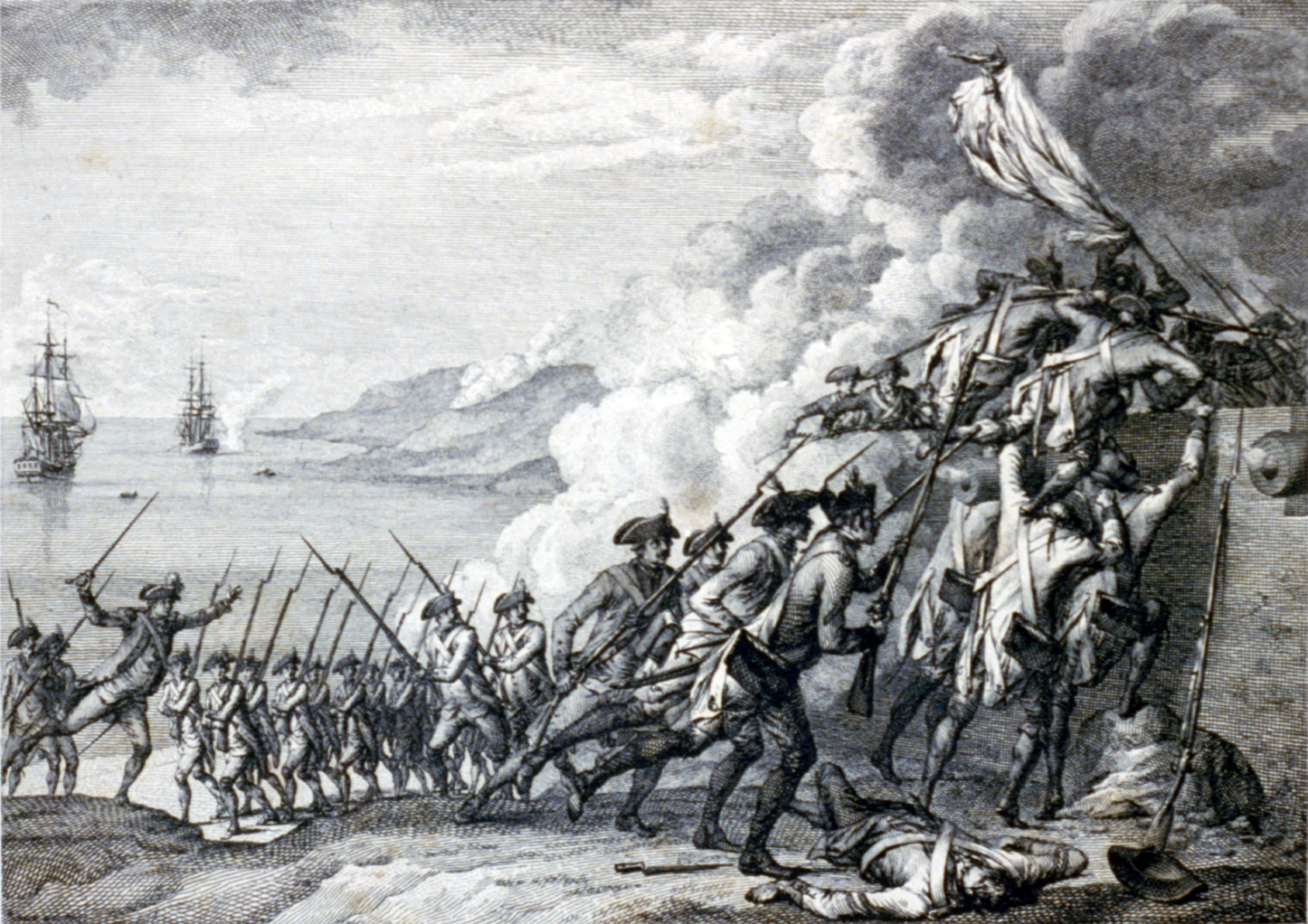
《佔領多明尼克》法國部隊於1778年攻佔了該島

西方戰場的戰略和作戰情勢十分複雜。包括了爭奪制海權的戰鬥，襲擊敵方的商船和殖民地，以及支持美國獨立戰爭的交戰方。 法國封鎖了英國最重要的糖產地巴巴多斯和牙买加，切斷兩地的食物和補給，造成數千人死於饑荒或疾病。殖民地民兵只起到有限的輔助作用，英法兩國的部隊更多的死於疾病和氣候，而不是交戰。 其中一個引起高度關注的關鍵領土是西印度群岛的多米尼克，該島位於法國屬地馬提尼克和瓜德罗普中間，於1761年被英國佔領。法國如能收回該島將改善島嶼間的交流，以及避免掠奪法國商船的英國私掠者使用多米尼克的港口。1778年8月，法國馬提尼克總督布耶侯爵弗朗索瓦·克洛德·阿穆尔接到開戰的消息。
法國巡防艦協和號於8月17日抵達馬提尼克，帶來巴黎提出的儘早佔領多明尼克的命令，而布耶侯爵在接收後立刻制定進攻計劃。他與多明尼克的人民維持聯繫，這些人大多為被英國統治的法裔人士。而透過聯繫，他清楚的了解了該島防禦情況和守軍人數。他同時也在關注擁有龐大兵力的英國背風群島艦隊司令薩繆爾·巴林頓的動向。但阿穆尔不知道，巴林頓才剛上任不久，並被命令將艦隊留在巴巴多斯直到下一步指示。 多明尼克島上的英國正規軍人數約為數百人，分布在首府羅索和附近的山丘，以及斯科茨角。

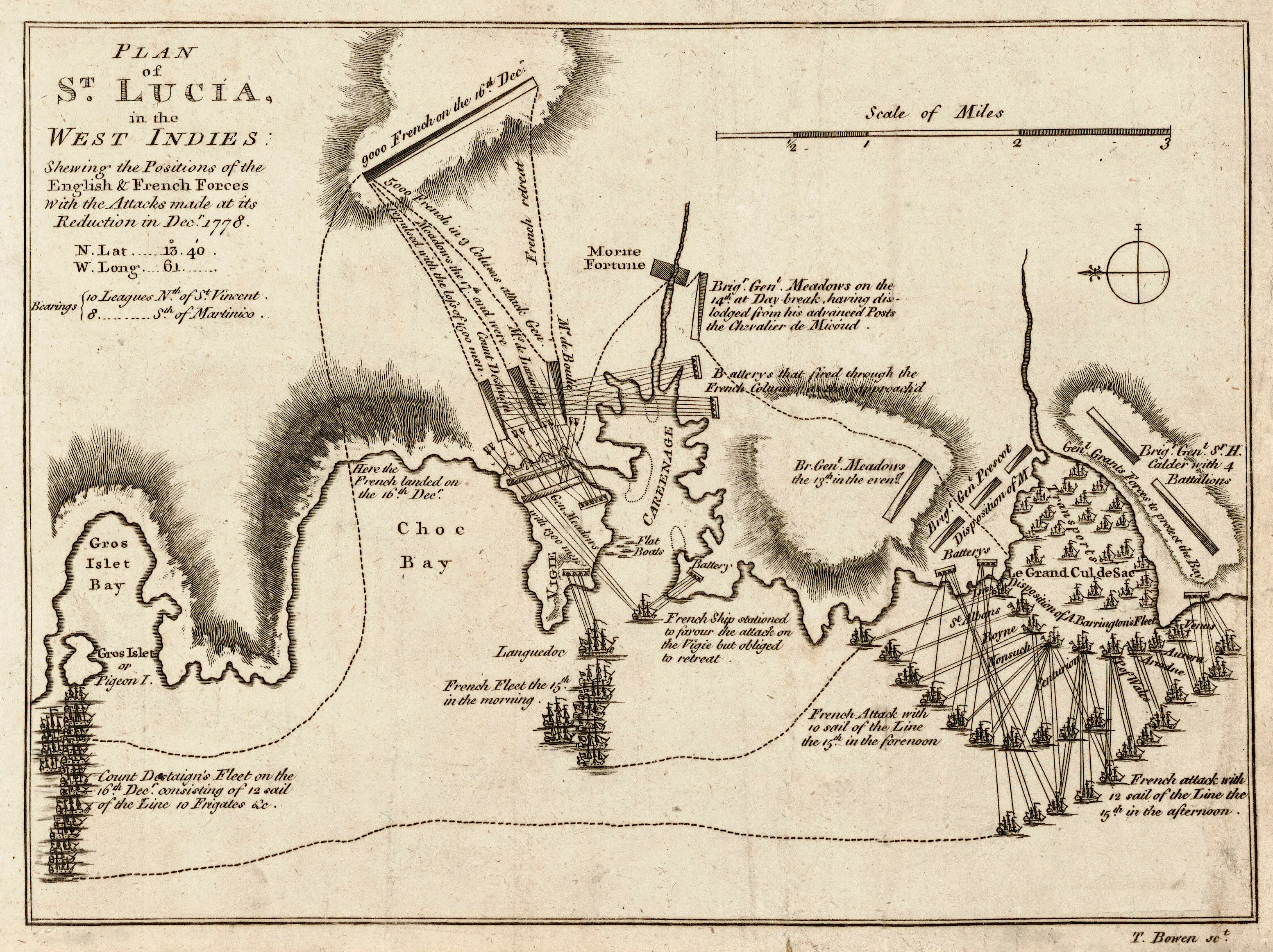
聖盧西亞的平面圖顯示英法兩國部隊的陣地，以及導致它於1778年12月陷落的襲擊

布耶侯爵在與多明尼克當局交涉時小心地維持和平的假象，同時他開始召集在馬提尼克的部隊。9月2日，他與多明尼克副總督斯圖爾特簽署一項協議，正式禁止私掠者掠奪船隊。隔天，布耶派遣一名軍官前往多明尼克查看皇家海軍的巡防艦是否仍在魯伯特王子海灣（靠近現今的朴茨茅斯）。斯圖爾特懷疑該人的行徑，將其審問後釋放。9月5日布耶侯爵被告知巡防艦已經駛往巴巴多斯，他迅速出擊，於9月7日在多米尼克擊敗英軍。 布耶留下800名守軍（700名法國人和100名自由黑人民兵），將指揮權轉交給杜奇洛侯爵，接著回到馬提尼克。此事件為一系列在加勒比海地區的交戰的開端，而布耶侯爵經常地參與了這些行動。
多明尼克失陷的消息傳到伦敦，當他們知曉只要一艘风帆战舰就可能防止襲擊後，巴林頓上將被廣泛地指責，並被批評為過於墨守成規。法國海軍上將埃斯坦伯爵於1778年12月上旬抵達西印度群岛，被任命為一支擁有12艘風帆戰艦和數艘船隻的艦隊指揮官。 約在同時，一支英國艦隊在威廉·霍瑟姆上將的率領下抵達，擴充了薩繆爾·巴林頓的英國西印度群島艦隊。 隨後的命令和增援使得巴林頓上將從巴巴多斯發起對法屬圣卢西亚的進攻，而英國在經過交戰後成功佔領該地。儘管埃斯坦伯爵嘗試救援，但英國最終成功控制該島，並將其作為監視埃斯坦伯爵的總部馬提尼克的據點。

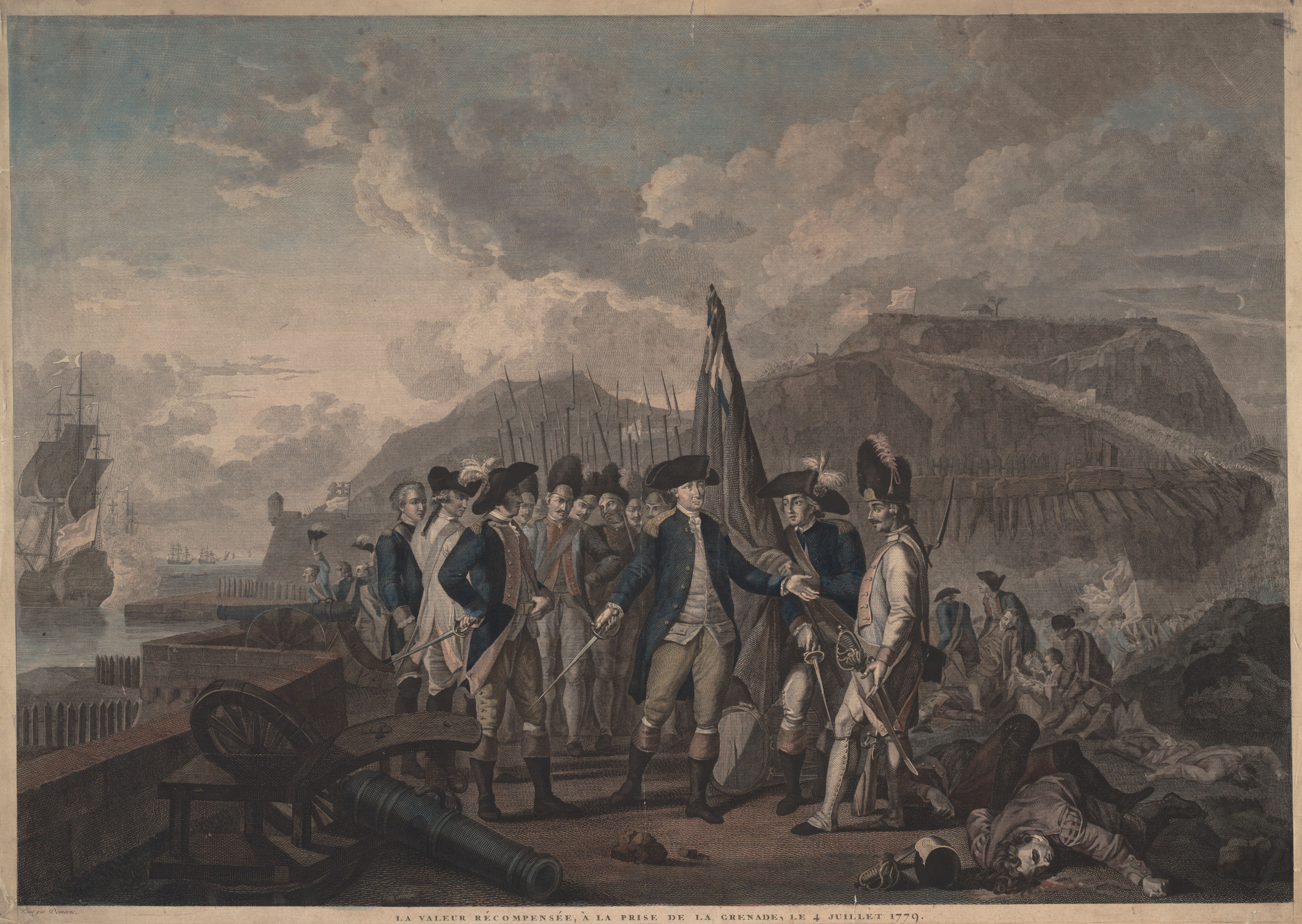
埃斯坦伯爵在法國佔領格瑞那達 (1779年)時，與一名手持被俘英軍旗幟的軍官交談。

1779年1月，英國艦隊在約翰·拜倫上將率領的十艘風帆戰艦抵達後再次增強，該人而後接管了英國背风群岛基地。 1779年的上半年，雙方都在增強自己於此地的艦隊力量，而法國艦隊的情形優於英國。  此外，拜倫的艦隊於6月6日離開聖盧西亞，為聚集在聖基茨島準備前往歐洲的英國商隊護航，使得埃斯坦伯爵能夠自由行動。埃斯坦伯爵和布耶侯爵抓住機會展開一系列對附近英國屬地的軍事行動。 他們的第一個目標是位於聖盧西亞南部的聖文森特島。 6月18日，該島被法軍攻佔，埃斯坦伯爵接著將目光轉移至其他島嶼。他曾希望奪取英國關鍵重鎮巴巴多斯，但在無法應對東方信風後，他將目標轉移至格林纳达。 法國艦隊於7月2日抵達格林納達，接著於3日迅速攻擊其主要防禦工事，投降條件於4日被守軍同意。英國指揮官拜倫上將曾希望解救剛被佔領的格林納達，但於6日被法軍擊敗。
法國海軍將領埃斯坦伯爵於1779年發起對北方的第一次大規模遠征，以攻佔英國佔領的薩凡納，遠征軍共有20艘風帆戰艦和3,000名士兵前往喬治亞州。儘管华盛顿在攻佔英國控制的紐約市，未能與法國聯合進攻，埃斯坦伯爵仍對美國盟友提供了援助。1779年10月9日，法國海軍上將的部隊和大陸軍聯合對被圍攻的城市發起進攻。但因大陸軍缺乏攻城的經驗最終失敗，埃斯坦伯爵深受重傷只能返回歐洲。儘管戰略理念正確，聯軍的軍事行動並未成功。

### 東印度 (1778年–1780年)
1778年至1783年英法兩國於東印度地區的交戰為法國嘗試重新建立法屬印度的嘗試，而歐洲兩強在數次全球性衝突中於印度的交戰，讓不列颠东印度公司以及其高層感到不安。而這場戰爭暴露出法國對該地的地緣政治野心，導致英國政府調整自己統領帝國的方式。當1778年法國向英國宣戰的消息傳到印度時，不列颠东印度公司迅速開始圍攻法國於當地的殖民地據點，特別是在兩個月後被攻陷的本地治里。
1779年3月，英國部隊攻佔法屬马埃，而奈爾人將該事件視為脫離海德尔·阿里統治的契機。該起義由英國支持，而於1780年時，法國在阿里的援助下重新佔據馬埃。

### 西班牙加入戰爭 (1779年–1781年)

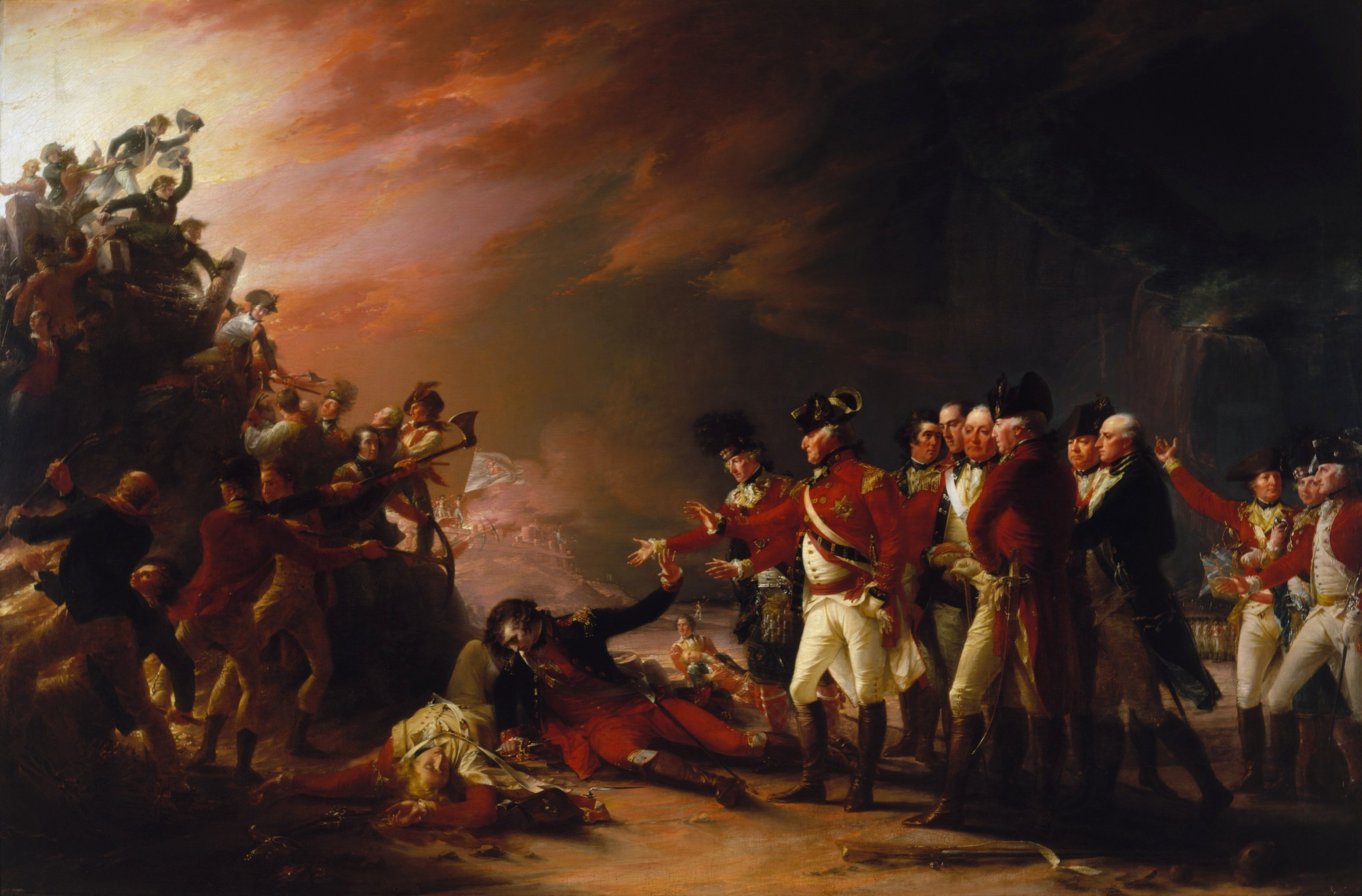
《直布羅陀的駐軍出擊》由約翰·特朗布爾繪製，描繪直布羅陀圍攻期間的英國駐軍

1779年4月，法國和西班牙簽訂《阿蘭胡埃斯條約》，條約中提及波旁王朝的戰爭目標。西班牙試圖收復直布罗陀、梅诺卡岛、莫比尔以及佛罗里达州的彭萨科拉，並透過禁止英國在洪都拉斯灣和坎佩切州砍伐原木的權利，將其從西屬中美驅逐出去。 法國則宣布其將把英國從纽芬兰渔场驅逐，結束對法國港口敦刻尔克的限制，重啟印度的自由貿易，收復塞内加尔和多明尼加，並恢復烏得勒支和約中英法貿易的條例。
西班牙參戰的其中一個目標為收復直布罗陀，該地於西班牙王位繼承戰爭被英國奪取。 它的駐軍包括來自英國和汉诺威选侯国的士兵。 西班牙於1779年6月開始展開圍攻，其中包括在直布羅陀巨巖附近建立了陸地封鎖。 此次為直布羅陀歷史上第十四次和最大規模的圍攻。西班牙的戰略結合持續的陸地砲轟和海上攻擊與切斷該地至摩洛哥的海上補給線，計畫透過封鎖和飢荒重奪直布羅陀。 但西班牙的海上封鎖並不強力，英國發現相較於大型補給船，小型快速補給船能夠突破封鎖線。但到了1779年的下半年，直布羅托的補給極度匱乏，該地的守軍指揮官乔治·艾略特向倫敦尋求援助。
1779年12月下旬，一支在喬治·羅德尼指揮下的補給艦隊從英國啟航。雖然羅德尼接收到的最終命令為前往指揮西印度群岛艦隊，但他被祕密指示先前往直布罗陀和梅诺卡岛為當地英國守軍提供補給。1780年1月4日，艦隊分裂成兩部份，一部分繼續向西前往西印度群島，而在羅德尼指揮下的19艘風帆戰艦則護送補給船隊前往直布羅陀。
補給艦隊於1月19日駛入直布羅陀，迫使一支較小規模的封鎖艦隊撤退至阿尔赫西拉斯，當地的守軍因補給的抵達和威廉·亨利王子的在場備受鼓舞。 在船隻從梅诺卡岛返回後，羅德尼於2月13日再次出海前往西印度群島，海峽艦隊的先遣隊陪同他的艦隊航行三日，接著帶著在航程途中所掠奪的物資返回英國。
在加入戰爭後，西班牙路易斯安那州總督貝爾納多·德·加爾維斯開始攻擊北美南部並襲擊該地的英國守軍。而法西聯合艦隊於1780年8月9日在聖瑪莉亞角俘虜一支龐大的英國艦隊，並於隔年8月開始進攻梅諾卡島。

### 嘗試入侵大不列顛 (1779年)
為了緩解其他戰線的壓力，法國和其新盟友西班牙計劃於1779年夏季末入侵英國，這次行動因西班牙於1588年的嘗試，被命名為1779年的無敵艦隊。 提議的計畫為佔領懷特島後佔領英國皇家海軍基地普利茅斯。法西聯合艦隊共有66艘風帆戰艦，其目標為清掃英吉利海峡中的英國皇家海軍艦隊，為隨後3萬名陸軍的登陸做準備。
儘管在英吉利海峽的聯軍船隻數量多於英國艦隊，法西聯合艦隊的入侵因一系列的疾病、天氣問題、食物短缺、導航錯誤和溝通不順而失敗。9月3日，由於未能與在索倫特海峽的英國艦隊交戰，聯合艦隊領導人決定撤退。儘管這次入侵在英國國內引起恐慌，英王喬治三世因其失敗而備受鼓舞。聯合艦隊在行動中有多達8,000人病死，但除了在普利茅斯外海的勝利外，並未能與英國艦隊交戰。

### 北美 (1780年–1781年)
隨著埃斯坦伯爵回到法國，華盛頓此時被困在紐澤西，他要求法國海軍仍要繼續在北美水域施加影響力。1780年七月，罗尚博伯爵中將率領6,000名法軍抵達紐波特，他描述了當時的情況：「在任何行動和任何情況下，都需將決定性的海軍優勢視為基本的準則，和若要成功所必備的元素」。 荷蘭共和國開始透過他們在加勒比海的港口向美洲革命者提供槍支和火藥。英國將其視為向荷蘭宣戰的藉口，並於1780年12月向荷蘭開戰，羅德尼上將於1780年和1781年在加勒比海掠奪和搶劫荷屬加勒比島嶼。

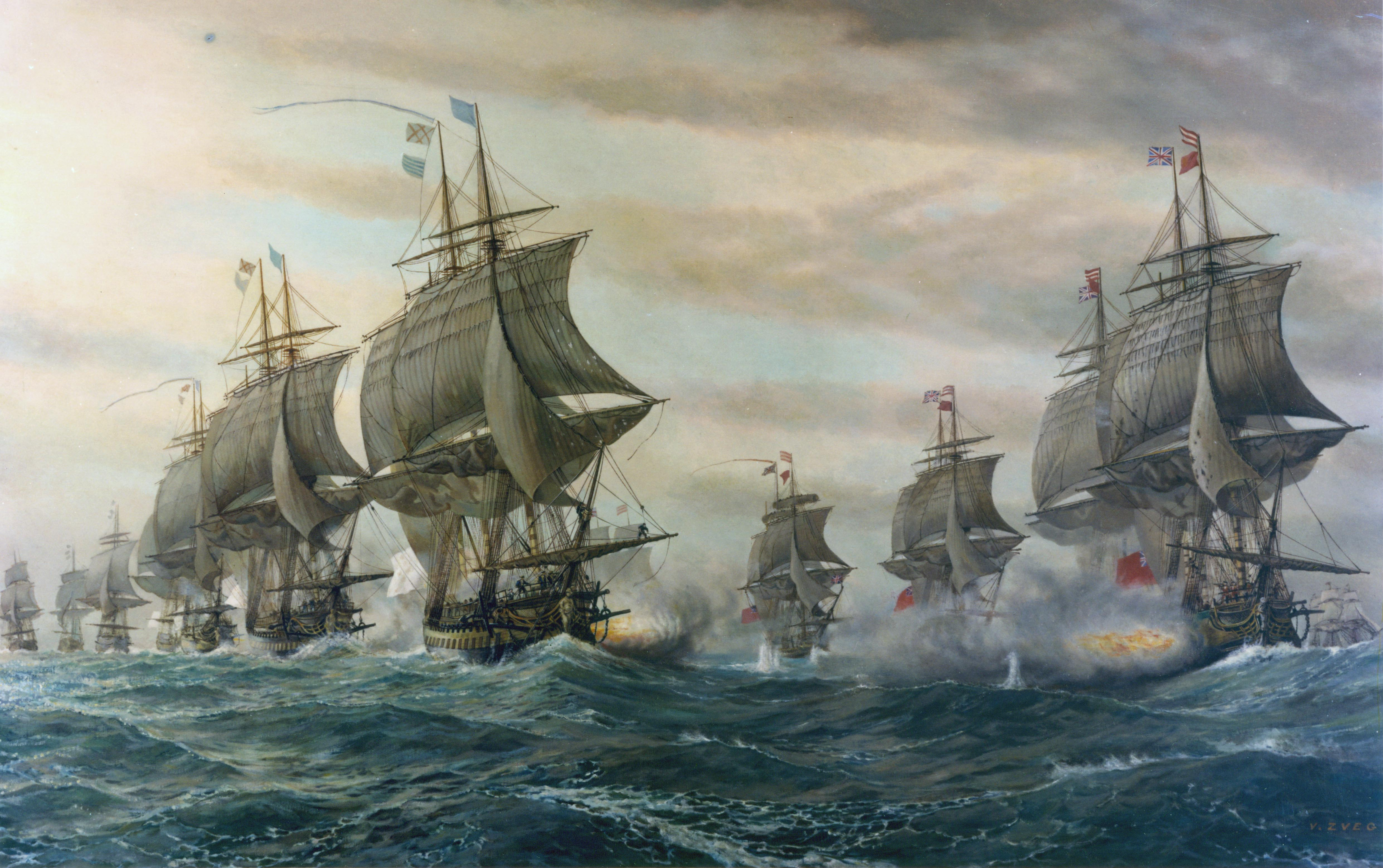
切薩皮克灣海戰

1780年12月，位於北美的戰爭已經到達臨界點。大陆军在該年早些時候遭遇到了慘痛的失敗，其南部軍隊在查爾斯頓圍城戰和卡姆登戰役中被殲滅或擊潰，而乔治·华盛顿的部隊與英國北美總司令亨利·克林頓在北部的紐約市附近對峙。 十三州殖民地貨幣瘋狂貶值，公眾對於這場即將邁入第六年的戰爭的支持率降低，軍隊中也開始出現對薪資和軍中條件不滿的叛亂。
法國軍隊規劃者認為需維持1781年北美雙方軍隊的勢力均勢。在由美軍擔當主力的一系列失敗後（在羅得島、紐波特和薩凡納失敗的行動），法軍認為其主導北美戰場為必要的。 他們也因對英國強力控制的牙买加發動襲擊有潛在的興趣，需要與西班牙協調行動。但西班牙想要先處理英國可能對被包圍中的直布羅陀的增援，接著才對牙買加展開行動，他們僅僅想要了解英國西印度群岛艦隊的動向。

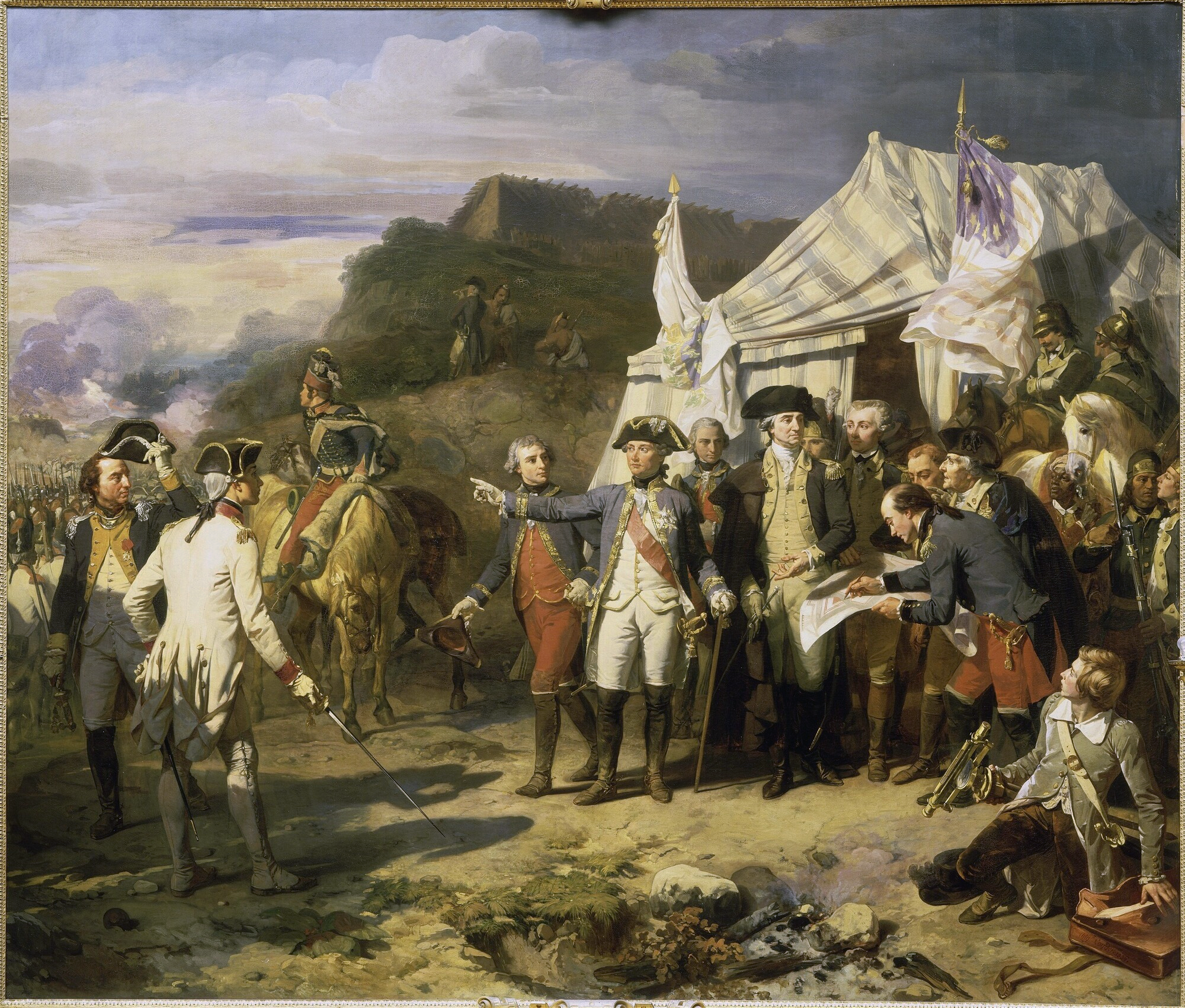
罗尚博和华盛顿在約克鎮圍城戰役指揮。拉法耶特站在兩人的身後

當法國艦隊於把1781年3月離開布雷斯特時，做出數個重要決定。由格拉斯伯爵指揮的法國西印度群島艦隊，在與英國海軍於皇家堡海戰交戰後，被指示前往法蘭西角（現今的海地角）以決定西班牙軍隊的行動需要哪些協助資源。由於運輸的匱乏，法國還提供600萬里弗尔援助美國革命者，而不是僅僅提供援助部隊。 法國在紐波特的艦隊司令更換為巴拉斯伯爵，他奉命指揮紐波特艦隊騷擾經過新斯科舍省和紐芬蘭省的英國船隻，而紐波特的法國陸軍奉命在紐約外郊與華盛頓的部隊合併。
德格拉斯在抵達法蘭西角後，被指示協助北美的軍事行動，該命令並未完全告知華盛頓。 法國將軍罗尚博伯爵奉命告訴華盛頓，德格拉斯可能會提供援助，但不做任何保證。（華盛頓從在巴黎的外交使節約翰·勞倫斯得知，德格拉斯擁有是否往北的決定權。）

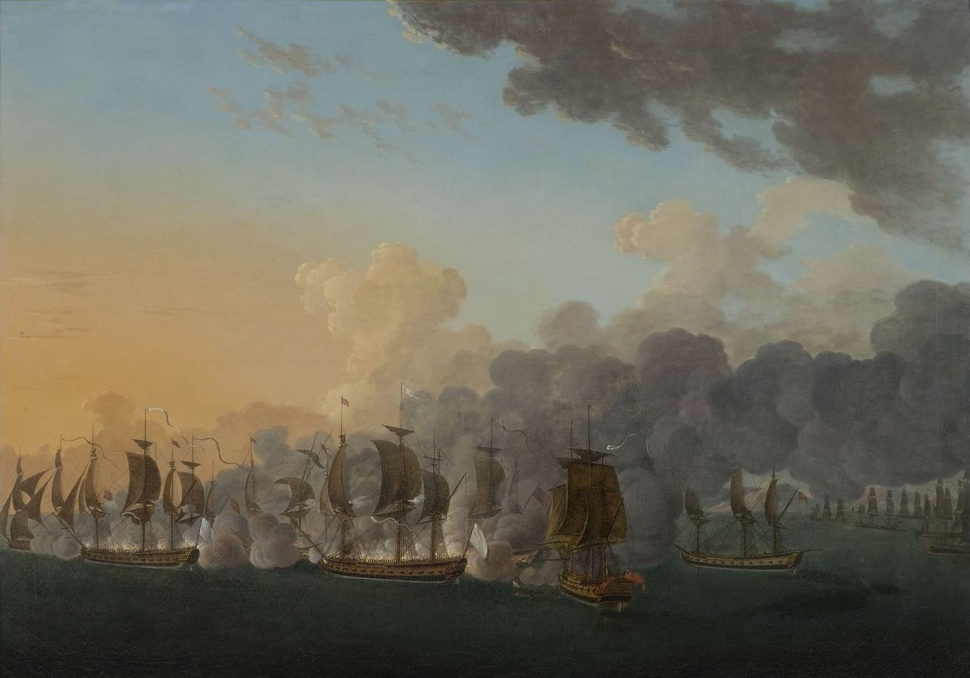
1781年7月21日的行動，法軍俘虜了兩艘英國巡防艦

德格拉斯在七月收到羅尚博的信件，大約為英軍指揮官查爾斯·康沃利斯準備佔領約克鎮的同時。德格拉斯同意羅尚博的觀點，並隨後發送信件表示他會於8月底抵達切薩皮克灣，但由於與西班牙的協議，他只能待到10月中旬。他信件的到來導致法美聯軍開始向弗吉尼亚進軍。德格拉斯按計劃抵達切薩皮克灣，接著他的部隊被送往拉法耶特的軍隊協同封鎖英軍。一支英國艦隊前往阻止格拉斯的艦隊對切薩皮克的控制，但於9月5日被法國海軍在切薩皮克灣海戰擊敗，法國紐波特艦隊也將攻城武器送達約克鎮。約克鎮圍城戰役和隨後康沃利斯於10月19日的投降，為結束北美戰事的決定性戰役。
1782年3月，英國下议院出於約克鎮的投降，決定不再對美國發動進攻戰。約克鎮和梅諾卡島的投降以及西印度群島的大量損失，導致當時的英國政府垮台。羅金漢侯爵領導的新政府很快開啟了談判。雖然對美國的攻勢已經結束，但在西印度群島和印度與直布羅陀的戰爭仍在持續。該年七月，謝爾本伯爵代替過世的羅金漢侯爵成為新一任首相，導致政府再次更替。謝爾本在接任後承認了美國的無條件獨立。 儘管法國海軍遠征於1782年夏季摧毀了英國的數個貿易據點，但並未佔領任何領土。

### 大不列顛和大西洋 (1780年-1782年)

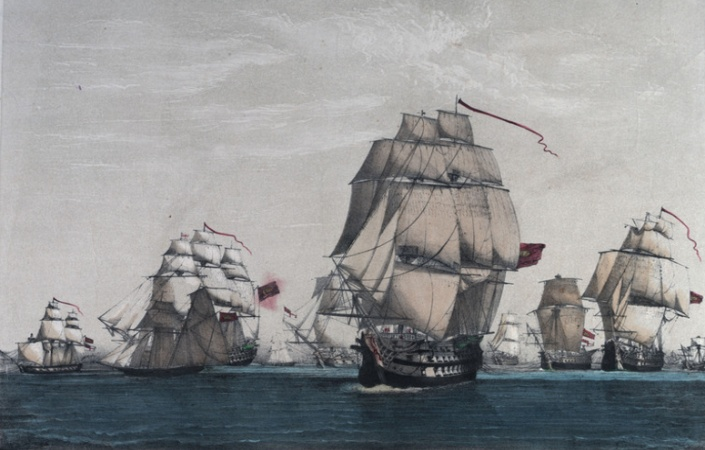
法西聯合艦隊在1780年8月9日的行動俘虜大批艦隊

英國國內對這場代價高昂的戰爭的反抗情緒逐步提高，最終於1780年6月在伦敦爆發了戈登暴動。
在大西洋的戰爭於1780年變為僵持，儘管法西聯合艦隊在聖瑪莉亞角俘虜了大批英國艦隊，但在接下兩年法國海軍面臨了戰術失利，在軍事和經濟都付出了代價。其中數場失利，和1782年4月21日薩繆爾·巴林頓指揮的英國皇家海軍在第三次韋桑島海戰俘虜大批法國補給船隻，對法國的經濟和印度洋的部隊都造成了重創。 最終在1782年12月10日，一支法美商隊在費羅爾被英國海軍擊敗，該商隊為皮埃爾·德·博馬舍對北美補給鏈的其中一部分。

### 加勒比海 (1781年–1783年)
1781年7月，法國西印度群島艦隊指揮官德格拉斯和西班牙西印度總參謀長弗朗西斯科·薩韋德拉·德桑格羅尼斯，在經過討論後訂定了法西聯軍在西印度地區的行動和戰略目標，其中包括：
- 幫助美國人和在紐約外海擊敗英國皇家海軍中隊
- 佔領英國在向風群島的領地
- 征服英國在美洲的重鎮牙買加[89]

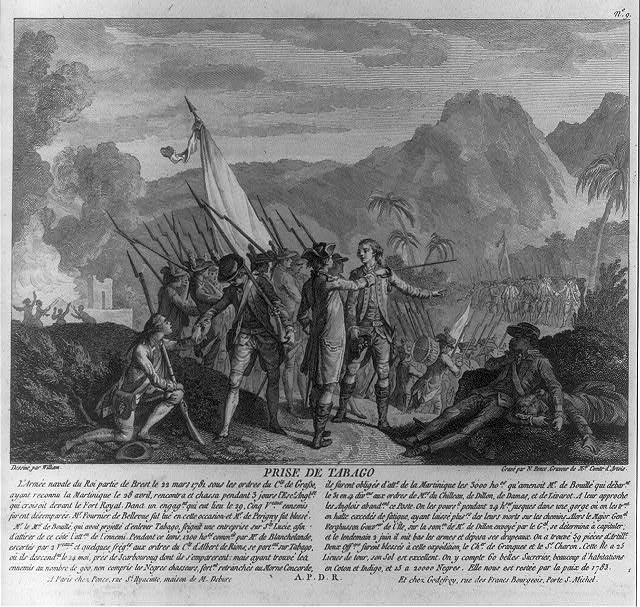
1781年法國入侵多巴哥

該計畫後來被稱為「德格拉斯-薩韋德拉協議」，第一個目標在英軍指揮官康沃利斯侯爵於約克鎮圍城戰役投降後達成，德格拉斯和他的艦隊在那場戰役扮演決定性的角色。在戰鬥結束後，法國艦隊開始航往加勒比海。在1781年11月抵達圣多明戈後，他接收到計畫繼續實施的消息，征服牙買加的行動開始進行。
牙買加是英國在新大陸最賺錢的殖民地，該地的商品以糖為大宗；他對英國的經濟價值是十三州殖民地的總和。在一封英王喬治三世寫給三明治伯爵的信中，他宣稱他會冒著英國本土淪陷的可能去保衛他在加勒比海最重要的殖民地，而這也成為英國1779年的戰略部署。 糖占了不列顛20%的進口，經濟價值是菸草的五倍。 如果入侵成功，將會把英國從加勒比海驅逐出去，並對英國的經濟造成毀滅性的打擊。 巴黎和马德里政府將入侵視為直布羅陀包圍戰的替代方案，該包圍戰仍在進行且沒有結束的跡象。
當格拉斯在等待增援部隊前來奪取牙買加時，他於1月至2月佔領了德默拉拉和埃塞奎博、聖基茨島和蒙哲臘等地。英國控制的加勒比島嶼數量不斷減少，但在下個月，羅德尼上將帶著增援部隊抵達加勒比海，其中有17艘風帆戰艦，讓該區域的英軍獲得了數量優勢。
1782年4月7日，德格拉斯率領35艘風帆戰艦、50艘砲艇和超過100艘的貨船隊，並與擁有12艘風帆戰艦的西班牙艦隊會合。德格拉斯還在圣多明戈與15,000人的部隊會合，這支部隊將作為征服牙買加北部海岸的主力。 羅德尼在獲得情報後率領36艘風帆戰艦從圣卢西亚起航。
此時的英國船隻的船體得到一種名為銅護套的處理；此技術能夠有效的防止船隻被海洋生物、污垢和鹹水侵蝕。使得船隻的速度和航海效能都得到飛躍性的成長。
1782年4月9日至4月12日之間，羅德尼指揮的英國皇家海軍艦隊與德格拉斯指揮的法國艦隊在桑特海峡中交戰。法國此戰損失慘重，約有2,000人傷亡和損失五艘風帆戰艦。法西聯軍入侵牙買加的計畫因此取消。英國艦隊隨後前往牙買加，而羅德尼命令薩穆爾·胡德繼續尋找該區域失去行動能力或受損的法國船隻。胡德的中隊擁有13艘戰艦，準備完後即前往聖多明哥，並在通過莫納海峽時俘虜幾艘在先前的戰鬥分散並準備前往法蘭西角的法國船隻。
戰鬥的消息在6月傳到法國，法國政府明白這場戰爭無法以全盛結束。德格拉斯的旗艦帕里斯號的損失更對法王路易十六來說是個巨大打擊。 法國海軍部長克鲁瓦侯爵將此消息視為「一場嚴峻的災難」。 韋爾熱訥伯爵對法國海軍的信心下滑。
到了1782年的結束，加勒比海地區的局勢陷入了僵持，雙方都無法再更近一步。英國皇家海軍對皇家堡和法蘭西角展開海上封鎖，並同時關注哈瓦那的動向。 同時繼續與法國和西班牙私掠者和海軍交戰。

### 東印度 (1782年–1783年)

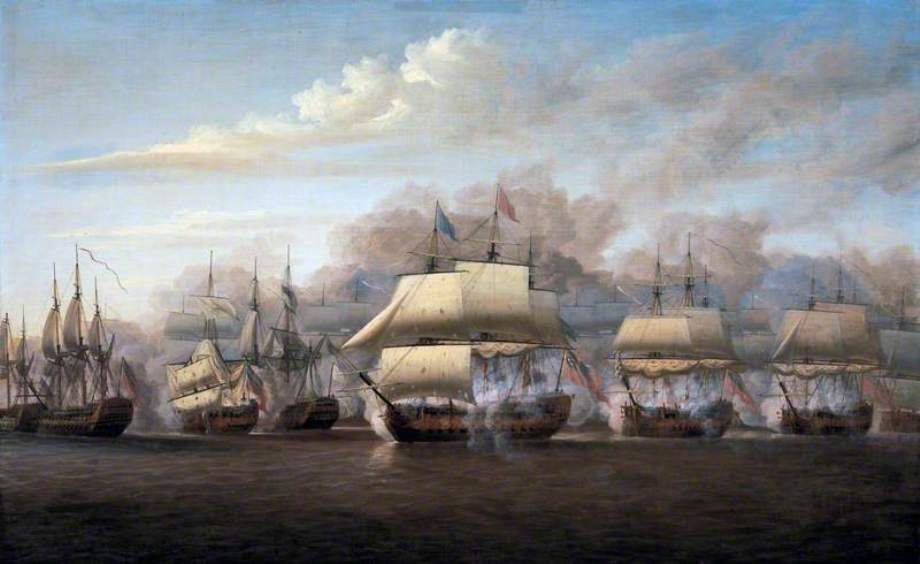
普羅維迪恩海戰的畫作

法國海軍將領皮埃爾·德·蘇弗朗是一位激進和果斷的海軍軍官，於1781年初挫敗了英國奪取開普敦的企圖，接著在距離非洲大陸725公里的佛得角群島附近襲擊了英國皇家海軍的一支中隊。一年後，他抵達了南印度地區。在陸地上，法國支持該地的統治者海德尔·阿里對抗不列颠东印度公司，而蘇弗朗於1782年至1783年在海上與英國東印度艦隊發生五次交戰。英國海軍中將愛德華·休斯明白法國的目的為破壞英國在該地的經濟剝削和軍事統治，而他的艦隊對英國在該地的統治至關重要。 兩支同樣強大和堅定的艦隊在兩年中相互交戰，直到1783年的和平條約從歐洲傳來。法國海軍雖贏下了該地的絕大部分戰鬥，但印度地區的戰術情況以相持告終。

### 和平談判
法國和西班牙與英國開始展開談判以結束戰爭。而同時來自印度的交戰僵持消息持續傳至歐洲，雙方都無法在陸戰或海戰徹底擊潰對手。英國仍擁有部分於1778年至1779年佔領的法屬領土，而法國並未獲得任何英國領土。但在西印度群岛，法國攻佔了大量英屬島嶼，而英國僅控制了一個法屬島嶼。 1782年，美國和英國代表謝爾本伯爵和本傑明·富蘭克林通過談判後確立了新「美國」的誕生。
法國與西班牙的同盟條約中，限制法國不能在沒有西班牙的同意下與英國簽訂條約，而西班牙在沒有獲取直布罗陀前不會進行任何停戰行動。 兩國都想加速對直布羅陀的進攻，並希望能夠佔領它，直布羅陀也因此成為和平的重要要素。 法國艦隊和部隊開始支援西班牙的圍攻，法國指揮官克里永公爵接管了法西聯軍對該地的軍事行動。

### 直布羅陀和戰爭結束

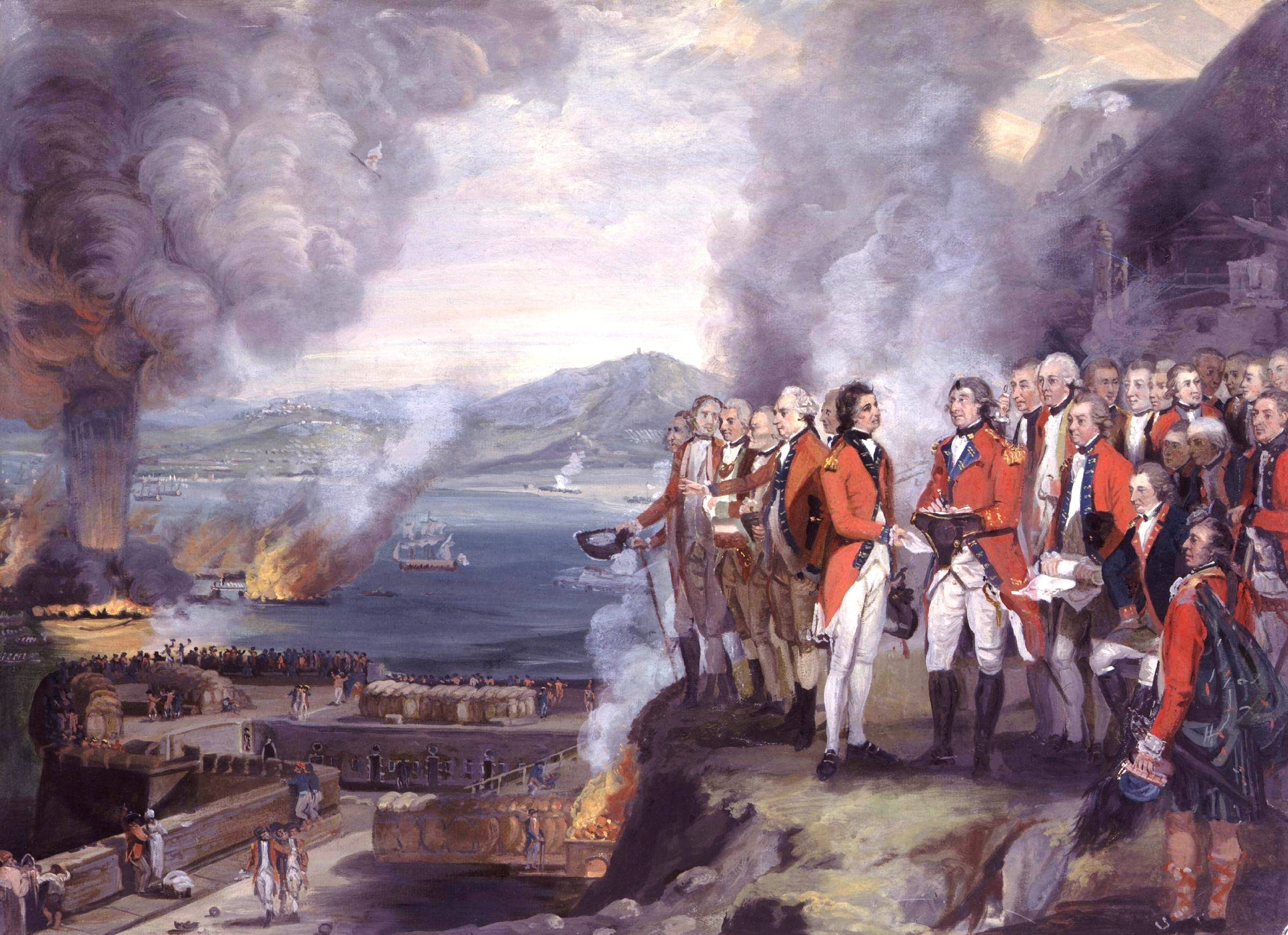
《直布羅陀大圍攻》由喬治·卡特 (藝術家)繪製。現藏於倫敦國家肖像館

9月18日，法西聯軍透過10個浮動砲台發動進攻，這場圍城戰涉及的人數多於在北美大陸一次服役的人數。但這次進攻最終以失敗告終，所有浮動砲台皆被摧毀，當消息傳至巴黎和馬德里時，兩國都為此感到不滿。 現在他們只能將獲取直布羅陀的希望放在摧毀前往直布羅陀的英國海軍中隊上，法西聯軍希望此失敗會導致直布羅陀的駐軍投降，進而促進停戰談判。但最終英國中隊雖在斯帕特爾角海戰被迫撤退，直布羅陀的補給線依然處於暢通狀態。隨著直布羅陀和羅德尼男爵在桑特海峽的勝利，英國成功提升了先前在數場慘敗下跌落的談判地位。並在談判中表示即使西班牙願意以大部分征服領土交換的情況下，仍不願放棄直布羅陀。
法國已盡所有的手段幫助西班牙達成戰爭目標，並開始提出停戰的替代戰略，法國外交部長韋爾熱訥伯爵試圖讓西班牙提供一些在戰爭中獲取的領土以與英國交換直布羅陀。阿蘭達伯爵領導的西班牙軍隊在沒有與马德里宮廷交涉下就同意了他的想法。
韋爾熱訥開始尋求和談，法國這場戰爭中的花費逐漸演變成巨大的財政問題，而法國政府已經接近貸款的臨界點。當中的花費以海軍佔大頭，在戰爭的前四年，法國僅僅損失三艘戰列艦，而其中三艘還是事故損傷。但到了1782年已經損失了15艘戰列艦。 這些船艦的對財務的損失是顯著的，但即使如此，路易十六依然承諾繼續打造艦隊。 法國財政部長讓-弗朗索瓦·德·弗勒里開始徵收新稅，並成功大大提升所得稅的收入，此為法國旧制度時期第三次，也是最後一次徵收此類稅款。
在直布羅陀脫離白熱化狀態後不久，韋爾熱訥立即開始了重新談判。 法國於11月30日同意了英國和美國提出的初步和平協議，但並沒有進行簽訂。1783年1月20日，法國、西班牙和英國簽訂了初步的條約。直布羅陀包圍戰在條約簽訂後三天解除圍困，但在印度洋的戰鬥直到6月才結束。

## 後果
戰爭結束後，英法兩國將戰爭中佔據的領土交還給對方。戰爭結果對法國來說好壞參半，他們成功使得十三州殖民地脫離英國，導致第一大英帝國的崩潰。但其本身的收益卻微乎其微：只獲取了多巴哥岛和塞内加尔兩地，其恢復1762年損失的北美和印度領地的嘗試並未成功，而纽芬兰渔场的協定也需再次談判。至於英國來說無疑是場失敗，這場戰爭損失了該國最重要的殖民地，使其感受到短暫的恥辱。但獨立後的美国的文化和商業依然迅速向英國靠攏， 他們成功與前殖民地建立良好的貿易紐帶，並在戰爭結束後幾個月開始與法國進行貿易。 正如法國外交部長韋爾熱訥伯爵所說：「英國購買和平而非製造它」。
法國在這場戰爭中花費了龐大的資金，在五年的衝突中花費超過13億里弗尔，其中以打造法國海軍艦隊為花費大宗。這筆債務導致了龐大的經濟和政治問題，造成了1786年的金融危機，而最終引發了1789年的法国大革命。

## 文字註釋
1. ↑  1778年，法國和美國簽訂了同盟條約（英语：Treaty of Alliance (1778)）。該條約序言提到條約為防禦性、有條件的軍事同盟，其目標為捍衛法國和美國的貿易協定[2]。它宣稱：「在這天締結了友好通商條約（英语：Treaty of Amity and Commerce (United States–France)）...我們認為有必要加強這些聯繫...，特別是英國對此並不樂見時。」法美軍事條約的第二條明確規定：「目前此防禦同盟的本質和最終目的為有效地維護美國的自由、主權及在國家、政府、商業上不被限制的獨立[3]。」該條約並未規定美國獨立後，需默認地參加與歐洲大國的跨海戰爭(第八條) 。1781年的約克鎮圍城戰役後，同盟已經在北美取得了決定性勝利，任何進一步捲入戰爭的行爲都違反了美國的利益，它並沒有義務這麼做[4]。

## 註腳
1. ↑  Mahan 1890, p. 507
2. ↑  Glascock, 1969, p. 47, quoting Mackesey in The War for America, pp. 88-89
3. ↑  Treaty of Alliance, 1778,Introduction, Article 2.
4. ↑  Morris, 1983, p. 33, 29
5. 1 2  Hagan 2009，第51頁.
6. ↑  Ketchum 1997，第447頁.
7. ↑  Ketchum 1997，第405–448頁.
8. ↑  Nickerson (1967), p. 413
9. 1 2  Ayling 1972，第284頁.
10. ↑  Black 1999，第141頁.
11. ↑  Mahan 1957，第416頁.
12. ↑  Simms 2009, pp. 615–618
13. ↑  .   [2022-06-09]. （原始内容存档于2022-06-09）.
14. ↑  Nickerson (1967), p. 26
15. ↑  Nickerson (1967), p. 65–66
16. ↑  Nickerson (1967), p. 66
17. ↑  Nickerson (1967), p. 75
18. ↑  Guy Richard, Européens et espaces maritimes au XVIIIe siècle, éditions du Temps, Paris, 1997, ISBN 2842740068p. 140
19. ↑  .   [2022-06-09]. （原始内容存档于2014-11-03）.
20. ↑  Stockley 2001，第11頁.
21. ↑  Morgan 1956，第82、83頁.
22. ↑  Stockley 2001，第11–12頁.
23. 1 2 3  Berenger 1997，第96頁.
24. 1 2  Blanning 1996，第22–23頁.
25. ↑  Nickerson (1967), p. 411
26. ↑  Nickerson (1967), p. 412
27. 1 2  Syrett 1998，第17頁.
28. ↑  Syrett 1998，第17–18頁.
29. ↑  Scott 1990，第264–72頁.
30. ↑  Syrett 1998，第18頁.
31. ↑  Cf., Richard Pares, (1936): 429–65
32. ↑  Mahan 1957，第308頁.
33. 1 2  Hagan 2009，第52頁.
34. 1 2  Mirza 2007，第185頁.
35. 1 2  Boromé 1969，第36頁
36. ↑  Boromé 1969，第36–37頁
37. 1 2 3  Boromé 1969，第37頁
38. ↑  Mahan 1898，第427頁.
39. ↑  Atwood, Thomas. . London: Frank Cass. 1971: 109 [1791]. ISBN 978-0-7146-1929-3. OCLC 316466.
40. ↑  Boromé 1969，第41頁
41. ↑  Marley 1998，第489–521頁.
42. ↑  Boromé 1969，第40頁
43. ↑  Mahan 1898，第429–431頁.
44. ↑  Mahan 1898，第429頁.
45. ↑  Mackesy, pp. 230–232
46. ↑  Mahan 1898，第429–432頁.
47. 1 2  Colomb 1895，第388頁.
48. ↑  Colomb 1895，第388–389頁.
49. ↑  Colomb 1895，第389頁.
50. ↑  Colomb 1895，第390頁.
51. ↑  Colomb 1895，第391頁.
52. ↑  Castex (2004), pp. 196-99
53. ↑  Kennedy, Anglo-French Rivalry in India, chap. 5; S.P. Sen, The French in India 1763—1816 (Calcutta, 1958), chaps. VII-XIV
54. ↑  Harlow, Vol. I, chaps IV and VII
55. ↑  Riddick (2006), pp. 23–25.
56. ↑  Barros & Smith 2000，第202頁.
57. ↑  Stockley 2001，第19頁.
58. ↑  Morris 1983，第15頁.
59. ↑  Renaut 1922，第290頁.
60. ↑  Chartrand 2006，第9頁.
61. ↑  Chartrand 2006，第23頁.
62. ↑  Chartrand 2006，第30頁.
63. ↑  Jackson, p. 152
64. ↑  Chartrand 2006，第31頁.
65. ↑  Chartrand 2006，第37頁.
66. ↑  Syrett 2007，第234, 237頁.
67. ↑  Syrett 2007，第241頁.
68. ↑  Mahan 1898，第451頁.
69. ↑  Mahan 1898，第451–452頁.
70. ↑  Chartrand 54–56
71. 1 2  McLynn 1987，第74頁.
72. ↑  Regan 2012，第217頁.
73. ↑  Black 2006，第238頁.
74. ↑  Mahan 1957，第352頁.
75. ↑  Mirza 2007，第186頁.
76. ↑  Ketchum 1997，第92頁.
77. ↑  Ketchum 1997，第8, 12頁.
78. ↑  Dull 2009，第247–248頁.
79. ↑  Dull 2009，第220–221頁.
80. ↑  Dull 2009，第329頁.
81. ↑  Carrington, Henry Beebee. . A.S. Barnes & Company. 1876: 614.
82. ↑  Dull 2009，第241頁.
83. ↑  Grainger 2005，第40頁.
84. ↑  Henry Lumpkin. . iUniverse. 2000: 235. ISBN 9781462095049.
85. 1 2  Great Britain. Parliament. . T. Curson Hansard, Peterborough-Court, Fleet-Street. 1814: 825–26  [2022-06-09]. （原始内容存档于2024-01-23）.
86. ↑  Morris 1975，第285頁.
87. ↑  Mahan 1957，第187頁.
88. ↑  Allen, Joseph. . Bohn's Illustrated Library. 1852: 350–51.
89. ↑  Dull 2009，第244頁.
90. ↑  Dull 2009，第248–49頁.
91. ↑  O'Shaughnessy 2013，第208頁.
92. ↑  Rogoziński 1999，第115頁.
93. ↑  Trew 2006，第154–55頁.
94. ↑  Dull 2009，第282頁.
95. ↑  Trew 2006，第157–62頁.
96. ↑  Trew 2006，第157-62頁.
97. ↑  Mahan 1957，第205−226頁.
98. ↑  Lavery 2009，第144–45頁.
99. ↑  Harvey 2004，第530頁.
100. 1 2  Hardman 2016，第169頁.
101. ↑  Tombs & Tombs 2010，第178頁.
102. ↑  Greene & Pole 2008，第358頁.
103. ↑  Mahan, Alfred Thayer. . BoD – Books on Demand. 2013: 225–6  [2014-09-24]. ISBN 9783954273393.
104. ↑  Marley 1998，第175頁.
105. ↑  . Navy Records Society. 1908: 264.
106. ↑  Richmond 1931，第183 ff., 302, 378-9頁.
107. ↑  Rodger 2005，第356–7頁.
108. ↑  Reeve 2009，第92頁.
109. ↑  Harvey 2004，第530-31頁.
110. ↑  Pratt 1971，第21頁.
111. ↑  Fiske, John. . Riverside Press. 1902: 20.
112. ↑  Bemis 2012，第77頁.
113. ↑  Allison & Ferreiro 2018，第220頁:critical event in the war outside America was a contemporaneous European siege that was bigger, lasted longer, and ultimately was as critical to establishing peace as the Yorktown victory
114. ↑  The Cambridge Modern History, pp. 6:379–380
115. ↑  Jay, William The Life of John Jay New York New York, Harper (1833), via Google Books— accessed 9 January 2008
116. ↑  Kochin & Taylor 2020，第45-46頁.
117. ↑  Dull 2009，第115頁.
118. ↑  Hardman 2016，第173, 218-19頁.
119. ↑  Falkner 2009，第123頁.
120. ↑  Palmer p.161
121. ↑  Page 2014，第39頁.
122. ↑  Stone 2014，第132頁.
123. ↑  Tombs & Tombs 2010，第179頁.

## 外部連結
- France, Kingdom of; United States of America. . The Avalon Project, Yale Law School. 1778  [2020-08-24]. （原始内容存档于2019-12-22）.
- Glascock, Melvin Bruce. . LSU Historical Dissertations and Theses, 1590. Louisiana State University. 1969  [2020-08-20]. （原始内容存档于2022-06-15）.